# Leptanthura monnioti
Leptanthura monnioti är en kräftdjursart som beskrevs av Negoescu 1994. Leptanthura monnioti ingår i släktet Leptanthura och familjen Leptanthuridae. Inga underarter finns listade i Catalogue of Life.